# Wyspy Cooka na Letnich Igrzyskach Olimpijskich 2016
Wyspy Cooka na Letnich Igrzyskach Olimpijskich 2016 reprezentowało dziewięcioro zawodników zawodników: czterech mężczyzn i pięć kobiety. Był to ósmy start reprezentantów Wysp Cooka na letnich igrzyskach olimpijskich

## Skład kadry

### Kajakarstwo górskie
Mężczyźni
| Zawodnik        | Konkurencja | Eliminacje | Eliminacje | Eliminacje | Eliminacje | Eliminacje | Eliminacje | Półfinały | Półfinały | Finał | Finał   | Pozycja |
| Zawodnik        | Konkurencja | P 1        | M.         | P 2        | M.         | Razem      | M.         | Czas      | Miejsce   | Czas  | Miejsce | Pozycja |
| --------------- | ----------- | ---------- | ---------- | ---------- | ---------- | ---------- | ---------- | --------- | --------- | ----- | ------- | ------- |
| Bryden Nicholas | K-1         | 105,18     | 18.        | 125,64     | 20.        | 105,18     | 21.        | NQ        | NQ        | NQ    | NQ      | 21.     |

Kobiety
| Zawodnik      | Konkurencja | Eliminacje | Eliminacje | Eliminacje | Eliminacje | Eliminacje | Eliminacje | Półfinały | Półfinały | Finał | Finał   | Pozycja |
| Zawodnik      | Konkurencja | P 1        | M.         | P 2        | M.         | Razem      | M.         | Czas      | Miejsce   | Czas  | Miejsce | Pozycja |
| ------------- | ----------- | ---------- | ---------- | ---------- | ---------- | ---------- | ---------- | --------- | --------- | ----- | ------- | ------- |
| Ella Nicholas | K-1         | 119,69     | 17.        | 316,72     | 20.        | 119,69     | 18.        | NQ        | NQ        | NQ    | NQ      | 18.     |

### Lekkoatletyka
Mężczyźni
Konkurencje biegowe
| Zawodnik     | Konkurencja    | Eliminacje | Eliminacje | Półfinał | Półfinał | Finał | Finał   |
| Zawodnik     | Konkurencja    | Wynik      | Miejsce    | Wynik    | Miejsce  | Wynik | Miejsce |
| ------------ | -------------- | ---------- | ---------- | -------- | -------- | ----- | ------- |
| Alex Beddoes | 800 m mężczyzn | 1:52,76    | 9.         | NQ       | NQ       | NQ    | NQ      |

Kobiety
Konkurencje biegowe
| Zawodnik      | Konkurencja | Eliminacje | Eliminacje | 1 Runda | 1 Runda | Półfinał | Półfinał | Finał | Finał   |
| Zawodnik      | Konkurencja | Wynik      | Miejsce    | Wynik   | Miejsce | Wynik    | Miejsce  | Wynik | Miejsce |
| ------------- | ----------- | ---------- | ---------- | ------- | ------- | -------- | -------- | ----- | ------- |
| Patricia Taea | 100 m       | 12,30      | 2.         | 12,41   | 8.      | NQ       | NQ       | NQ    | NQ      |

### Pływanie
Mężczyźni
| Zawodnik       | Konkurencja    | Eliminacje | Eliminacje | Finał | Finał   |
| Zawodnik       | Konkurencja    | Czas       | Miejsce    | Czas  | Miejsce |
| -------------- | -------------- | ---------- | ---------- | ----- | ------- |
| Wesley Roberts | 1500m dowolnym | 15:44,32   | 44.        |       |         |

Kobiety
| Zawodniczka          | Konkurencja   | Eliminacje | Eliminacje | Półfinał | Półfinał | Finał | Finał   |
| Zawodniczka          | Konkurencja   | Czas       | Miejsce    | Czas     | Miejsce  | Czas  | Miejsce |
| -------------------- | ------------- | ---------- | ---------- | -------- | -------- | ----- | ------- |
| Tracy Keith-Matchitt | 100m dowolnym | 58,99      | 38.        | NQ       | NQ       | NQ    | NQ      |

### Podnoszenie ciężarów
Kobiety
| Zawodniczka  | Konkurencja | Rwanie | Rwanie  | Podrzut | Podrzut | Razem  | Pozycja |
| Zawodniczka  | Konkurencja | Wynik  | Pozycja | Wynik   | Pozycja | Razem  | Pozycja |
| ------------ | ----------- | ------ | ------- | ------- | ------- | ------ | ------- |
| Luisa Peters | +75 kg      | 100 kg | 14.     | 124 kg  | 13.     | 224 kg | 14.     |

### Żeglarstwo
Kobiety
| Zawodnik      | Konkurencja  | Wyścig | Wyścig | Wyścig | Wyścig | Wyścig | Wyścig | Wyścig | Wyścig | Wyścig | Wyścig | Wyścig | Punkty | Finałowa pozycja |
| Zawodnik      | Konkurencja  | 1      | 2      | 3      | 4      | 5      | 6      | 7      | 8      | 9      | 10     | M*     | Punkty | Finałowa pozycja |
| ------------- | ------------ | ------ | ------ | ------ | ------ | ------ | ------ | ------ | ------ | ------ | ------ | ------ | ------ | ---------------- |
| Teau McKenzie | Laser Radial | 30     | 36     | 34     | 37     | 34     | 32     | 33     | 35     | 34     | 35     | NQ     | 303    | 35.              |

Mężczyźni
| Zawodnik          | Konkurencja | Wyścig | Wyścig | Wyścig | Wyścig | Wyścig | Wyścig | Wyścig | Wyścig | Wyścig | Wyścig | Wyścig | Punkty | Finałowa pozycja |
| Zawodnik          | Konkurencja | 1      | 2      | 3      | 4      | 5      | 6      | 7      | 8      | 9      | 10     | M*     | Punkty | Finałowa pozycja |
| ----------------- | ----------- | ------ | ------ | ------ | ------ | ------ | ------ | ------ | ------ | ------ | ------ | ------ | ------ | ---------------- |
| Peter Elisa Henry | Laser       | 40     | 39     | 43     | 34     | 36     | 40     | 45     | 47 BFD | 44     | 41     | NQ     | 362    | 44.              |

M = Wyścig medalowy